# 自由基聚合反應
自由基聚合反應是利用自由基連續加成所合成聚合物的一種反應。自由基可以經由不同引发剂生成。再將生成的基態自由基(非原子團)加上單體單元而成為聚合鏈。
自由基聚合反應是得到多種不同聚合物及複合材料的重要合成方法。相對於非特定性質的自由基反應，大多數常見產物可以直接聚合而成，且可使自由基鏈端和其他化合物或基質產生一些微小的的反應。在2001年，美國生產的聚合物110億英鎊中有40億聚合物是透過自由基聚合反應所產生的。
自由基聚合反應是鏈增長聚合反應（還包括陰離子聚合、陽離子聚合、有機金屬化合物的配位聚合及協同聚合）的一種。

## 鏈引發
起始反應(鏈引發)是自由基聚合反應的第一個步驟。最開始，活性中心是在形成聚合鏈時形成的。並不是所有單體都能夠被所有類型的引發劑引發。自由基的引發作用在乙烯基單體的碳-碳雙鍵和酮及醛的碳-氧雙鍵才會發揮最好的效益。在起始過程中有兩個步驟。在第一步驟，一少部分自由基是由引發分子創造的；在第二步驟，自由基由引發劑分子轉移到單體分子儲存。這些引發劑有許多的選擇。

### 鏈引發和引發劑的類型

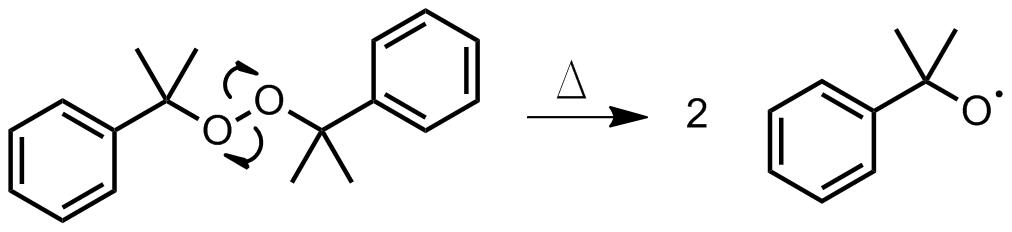
Figure 1:過氧化二異丙苯的熱分解

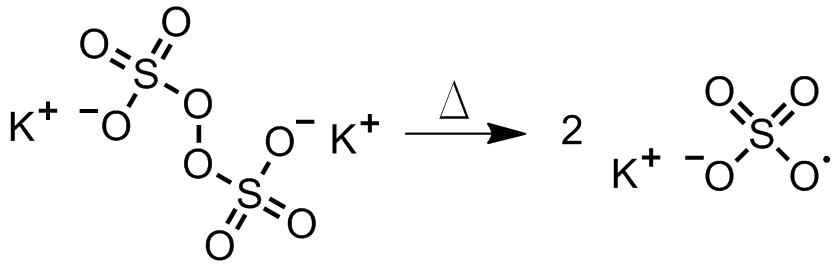
Figure 4:過硫酸鹽的熱降解。

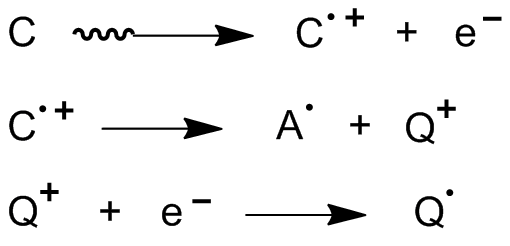
Figure 5:三個涉及電離輻射的步驟：彈射，解離和電子捕獲。

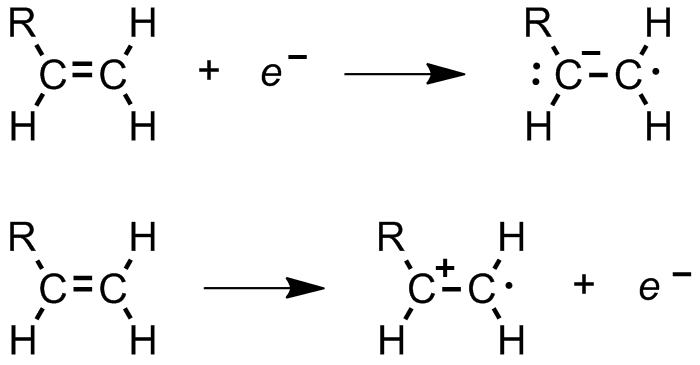
Figure 6: (上面)在陰極形成的陰離子自由基；(下面)在陽極形成的陽離子自由基。

熱裂：引發劑一直被加熱直到一個鍵均裂，產生兩個自由基(圖一)。這種方法通常發生在有機過氧化物或偶氮化物中。

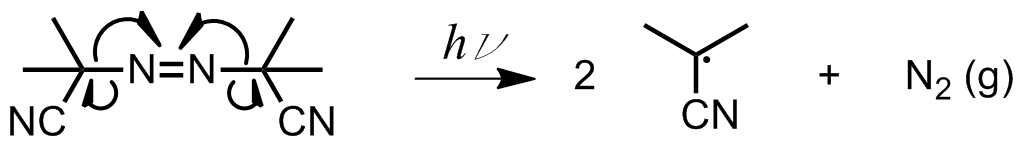
Figure 2: 偶氮二異丁腈 (AIBN)的光解

光解：光照後化學鍵斷裂而產生兩個自由基(圖二)。這個方法通常伴隨著金屬碘化物、烷基金屬及偶氮化物。 光引發也可在由分子氫吸收光能從基態變為激發態時，吸收產生的兩個氫原子自由基後發生。可以被光引發劑引發的系統有下列幾點需求
- 對300-400 nm範圍內的光有高吸光度。
- 高效地產生可以攻擊乙烯基單體的碳-碳雙鍵的自由基。
- 在耦合系統中要完全溶解(預聚物+單體)。
- 不應該用黃色或不好聞的味道去固化材料。
- 光引發劑和任何副產品的使用必須都是無毒的。

氧化還原反應：用鐵離子使過氧化氫或烷基過化氫還原(圖三)。其它還原劑例如鉻離子、鈦離子、鈷離子及銅離子，在很多例子上可以取代鐵離子。
| {\displaystyle {\ce {{H2O2}+Fe^{2+}->{Fe^{3+}}+{HO^{-}}+HO^{.}}}}Figure 3: 氫過氧化物與鐵離子的氧化還原反應。 |

過硫酸鹽：在水相中解離的過硫酸鹽(圖四)。此方法對乳液聚合是非常有用的，自由基擴散成疏水性的單體液滴。
游離輻射：α粒子、β粒子、伽馬射線或X射線導致電子從基態激發，借由解離電子捕獲來產生自由基(圖五)。
電化學：電解含有單體及電解質的電解液。單體分子會在陰極收到一個電子而形成自由基陽離子，且單體分子也會失去陽極的電子變成自由基陰離子(圖六)。自由基離子隨後引發自由基或離子的聚合。這種類型的引發是特別用在聚合物薄膜塗覆於金屬表面的用途。 
電漿：一種單體氣體被放置在低壓環境且放電的等離子體中製造出電漿。在某些情況下，系統會透過加熱或加裝一個射頻場來幫助電漿的生成。
超音波震盪 ：高強度超聲波頻率超出人類聽覺範圍(16 kHz)可以被應用於單體。引發的結果從氣穴(腔在液體中的形成和塌陷)影響。腔體的塌陷會產生非常高的溫度及壓力。這會導致電子激發態的形成而使鍵斷裂並形成自由基。
三元引發劑：為一種引發劑是由多種引發劑組成的一種引發系統。引發劑的選擇是基於他們要誘導所產生的聚合物的特性。例如：聚甲基丙烯酸甲酯，是由過氧化苯甲酰基-3,6-雙(o–羧基苯甲酰基)、N-isopropylcarbazole-di-η5-indenylzicronium dichloride (圖七)所合成的三元體系。

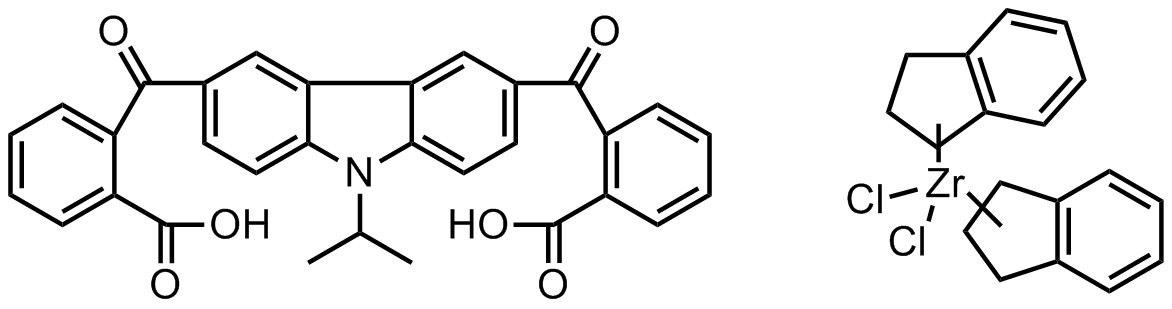
Figure 7: benzoyl peroxide-3,6-bis(o-carboxybenzoyl)-N-isopropylcarbazole-di-η^{5}-indenylzicronium dichloride

這種類型的引發系統包含茂金屬、一個引發劑還有芳香性的二酮羧酸。茂金屬與引發劑結合，加速聚(甲基丙烯酸甲酯)的聚合及產生較具窄分子量分布的聚合物。範例顯示包括茂金屬及過氧化苯酰(引發劑)。另外引發系統包含氮雜芳二酮羧酸，如：3,6-bis(o-carboxybenzoyl)-N-isopropylcarbazole在這個例子中被用來催化過氧化苯甲酰的分解。引發系統有這特定的芳香性的二酮為已知會對為聚合物產生影響。所有組合的這些物件-茂金屬、引發劑還有芳香性的二酮-所組成的引發系統會加速聚合反應及聚合物產生增強耐熱及固定為結構的產生。